# 缅甸斑羚
缅甸斑羚（学名：Naemorhedus evansi），偶蹄目牛科斑羚属的一种哺乳动物，分布于印度东北部、缅甸、泰国北部和西部及中国云南省。

## 分类
本种之前被认为是中华斑羚（Naemorhedus griseus）的亚种，分子进化分析证明本种为一有效种。

## 形态特征
本种形态特征与中华斑羚相似，主要区别是本种体型更小、体毛极短、颜色较浅。成年缅甸斑羚体长约50～70厘米，肩高50～70厘米，重20～30千克，尾长12～18厘米，雄性角长约15厘米，雌性角长约10厘米。夏季毛色为浅褐色或棕色，腹部浅灰色或白色，背脊有一条深棕色条纹，从颈部一直延伸到尾部，尾巴颜色与背脊条纹颜色相似。冬季毛色较深，大部分为棕灰色。